# Ninohe
Ninohe (二戸市, Ninohe-shi) est une ville située dans la préfecture d'Iwate, au Japon.

## Géographie

### Situation
La ville de Ninohe est située dans le nord de la préfecture d'Iwate, au Japon. 

### Démographie
En mars 2022, la population de Ninohe était de 25 370 habitants répartis sur une superficie de 420,42 km2.

### Hydrographie
La ville est traversée par le fleuve Mabechi.

## Histoire
La ville de Ninohe a été créée en 1972 de la fusion du bourg de Fukuoka avec le village de Kindaichi.

## Économie
L'économie locale est basée en grande partie sur la production agricole. Les produits locaux comportent des cerises, des myrtilles ainsi que des pommes. La région directe de Ninohe est aussi une importante productrice de produits artisanaux laqués.

## Transports
La ville est desservie par la ligne Shinkansen Tōhoku à la gare de Ninohe. Elle est également desservie par la ligne Iwate Galaxy Railway.

## Éducation
Ninohe dispose de huit écoles primaires, ainsi que de trois collèges répartis sur toute la ville.